# チルドレンズ・エクスプレス
チルドレンズ・エクスプレス (英: Children's Express) とは、8-18歳(小学2年生⁻高校3年生)までの子どもたちが、ジャーナリズム活動を通して自分の考えを表現する団体。1975年にアメリカ合衆国において、社会的弱者たる子供の声を世の中に届かせることを目的に発足した。
他国を含め複数の支局を開設していたが、2001年に財政難で本部が活動を停止。支局も閉鎖となったが、日本を含むいくつかの支局では独自に活動を継続している。

## 沿革
- 1975年 ニューヨークの弁護士Robert Clampittにより発足。
- 1976年 アメリカ合衆国大統領選挙を取材していた米国Children's Expressの12歳の記者のインタビューに油断したジミー・カーター大統領候補が、副大統領候補にウォルター・モンデールを指名するということをもらし、スクープとなる。
- 1982年 米国Children's Expressがピューリッツァー賞にノミネートされる。
- 1995年 チルドレンズ・エクスプレス英国ロンドン支局設立
- 1997年 チルドレンズ・エクスプレス英国ニューカッスル支局設立
- 2000年 チルドレンズ・エクスプレス英国ベルファスト支局設立
- 2001年 チルドレンズ・エクスプレス東京支局設立
- 2017年 6月、本部活動停止。
- 2023年 Youth Express Japanとして再始動。

## 日本のチルドレンズ・エクスプレス
2001年1月に東京支局として発足。本部活動停止を受けて同年8月に停止したが、その後も有志がボランティアで活動を継続し、日本独自の組織となっている。
子供に対し、身近な問題についての考えを、メディアを通して社会に伝える力と機会を与えることを目指している。ジャパンタイムズの中学、高校生版「ジャパンタイムズジュニア」に毎号記事を配信している。
2017年12月末に日本のチルドレンズ・エクスプレスの活動終了。
2023年4月にユースエクスプレス・ジャパンとして再開。

## 記事（一部）
- ビッグイシューを通して身近に感じるホームレス(2015)
- 自分を表現する力が大切～阿川尚之慶應義塾常任理事に聞く～(2010)
- 25%削減目標を受けて、どう前向きになるか-東京電力(2009)

## 理事会・関係者
| 2014年10月 |                    | |
| 理事長     | 木内 孝            | 元三菱電機株式会社顧問 株式会社イースクエア代表取締役会長                                                                                          |
| 専務理事   | 岡見 浩子          | 元RIJ（国際難民支援会）理事 |
| 理事       | 浅井 和子          | 弁護士（浅井法律事務所） |
| 理事       | 小笠原 有輝子      | ジャパン・タイムズ代表取締役副会長 |
| 理事       | デボラ・クリシャー | ジャパン・リリーフ・フォー・カンボジア副代表 |
| 理事       | 澤 良世            | 元国連児童基金（ユニセフ）駐日事務所広報 |
| 理事       | 三崎 路子          | 日本アイ・ビー・エム株式会社 |
| 理事       | リチャード・ダイク | テスト技術研究所株式会社）代表取締役 TCSジャパン（株）代表取締役、西町インターナショナルスクール評議員、日米交流財団メンバー・オブ・コミッショナー |
| 理事       | 藤原 沙来          | CE記者 修了生（社会人） |
| 理事       | 川口 洋平          | CE記者 修了生（社会人） |
| 理事       | 林 樹三郎          | BPO（放送倫理・番組向上機構）調査役 |
| 理事       | 三崎 友衣奈        | CE記者 修了生（社会人） |
| 監事       | 早坂 毅            | 税理士・行政書士 ＮＰＯコンサルタント |

| 2023年4月          |                                                                                       |
| 理事長             | 大門 小百合 ジャーナリスト、（株）ジャパンタイムズ元執行役員                          |
| 専務理事・事務局長 | 中谷 直                                                                               |
| 理事               | 鷺島 由佳 Risk＆Safetyコンサルタント、yucas&Co                                        |
| 理事               | 鈴木 款 ジャーナリスト、フジテレビ解説委員、一般社団法人LeaL理事                      |
| 理事               | 関根 友実 臨床心理士・公認心理師、朝日放送元アナウンサー                              |
| 理事               | 平尾 正 株式会社ミマモルメ 取締役、エッセイスト                                       |
| 顧問               | 岡見 浩子 チルドレンズ・エクスプレス元専務理事、NPOコンサルタント、国際難民支援会理事 |
| 顧問               | 川水 美穂子 第一東京弁護士会 所属 弁護士                                              |

関係者
- 平野次郎 - 元日本放送協会解説委員、学習院女子大学特別専任教授
- 浅井和子 - 前駐ガーナ共和国特命全権大使、弁護士（浅井法律事務所）
- 阿部かるぱな - ホートン・トラスト・ファンド・インターナショナル常務理事、三菱ウェルファーマメディカルライター（医師）
- デボラ・クリシャー - ジャパン・リリーフ・フォー・カンボジア副代表
- 澤良世 - 元国際連合児童基金（ユニセフ）駐日事務所広報官
- ダイク・リチャード - TCSジャパン（株）代表取締役、西町インターナショナルスクール評議員、日米交流財団メンバー・オブ・コミッショナ

- 岡見浩子 - NPOコンサルタント、国際難民支援会理事
- 川水　美穂子 - 第一東京弁護士会　所属　弁護士
- 柴田鉄治 - 国際基督教大学客員教授、元朝日新聞社論説委員

### OB/OG
アナウンサー
- 前田海嘉 - テレビ東京社員、元同社アナウンサー